# Kakazai

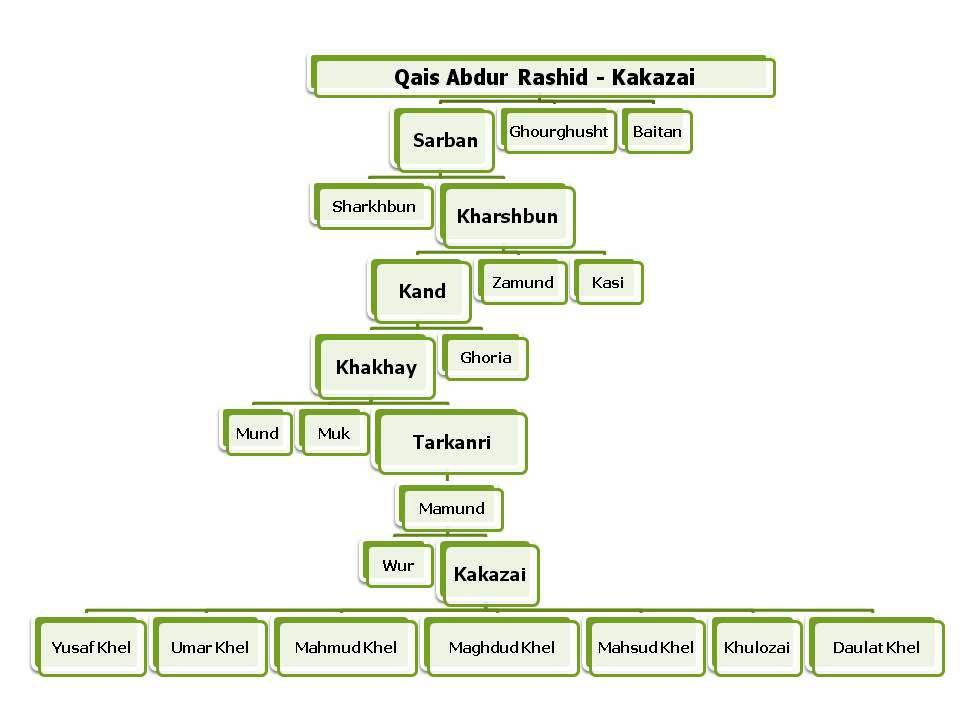
Stammbaum von Qais Abdul Rashid von den Kakazai-Pashtunen.

Die Kakazai oder Kakasai (paschtunisch ککازي, Urdu, persisch کَکازَئی), auch: Loi, Loye Mamund (paschtunisch لوی ماموند; Urdu لو ئے / لوئی مَاموند) sind ein Teil des Mamund-Clans, und gehören damit zum Stamm der Tarkani (paschtunisch ترکاڼي (ټبر) ترکاڼي). Heute lebt der größte Teil des Clans in Bajaur, Pakistan. Die Ursprünge liegen jedoch in der Provinz Laghman in Afghanistan. Die Familie hat sich so stark vermehrt, dass sie mittlerweile als eigener Stamm angesprochen werden kann.

## Etymologie
Der Name "Kakazai" bedeutet "Nachkommen von Kakae oder Kaka"  (ein Patronym). Es ist auch die Funktionsbezeichnung für den Onkel väterlicherseits. Zai = Nachfahre/Kind von wird auch bei anderen paschtunischen Stammesnamen, wie bei den Yousafzai verwendet. Schreibvarianten sind: Kakizi, Kakaezai, Kakezai, Kakaizai, Kakay Zai, Kakayzai, Kakeyzai, Kaka Zai und Kakkayzai.
In Paschtu: کاکازي / کاکازي / ککےزي
Und in Farsi: کاکازَئی / کَکےزَئی

## Geschichte
Die Kakazai kamen, zusammen mit anderen Paschtunen, im Verlauf mehrerer Invasionen bis nach Südasien, unter anderem in den Kriegszügen von Mahmud von Ghazni und Bahlul Lodi und siedelten sich im Verlauf dieser Wanderungsbewegungen in verschiedenen Regionen an.
Pir Moazzam Shah weist auf die kriegerische Herkunft der Kakazai-Paschtunen in seinem Buch Tawareekh-e-Hafiz Rahmat Khani hin und Olaf Caroe schreibt in seinem Buch The Pathans 550 BC-AD 1957 über eine Schlacht zwischen den Yousafzais und den Dilazaks, in der Malik Haibu (Dilazak) den ersten Schwertschlag von einem Payenda Kakazai Tarklanri erhielt, letztlich aber von Burhan Kakazai Tarklanri enthauptet wurde. Damals kämpften diese beiden Krieger auf der Seite der Yousafzais mit dem Ziel, Bajour von den Dilazaks zu erobern.
Für die Invasionsarmeen wurden das Punjab und weitere Gebiete in Nordindien ein Rückzugsort mit Rasthäusern, Quartieren und Grenzposten, die zur Überwachung der Region dienten, aber auch Informationen über Schwachstellen anderer Staaten sammelten. Es waren vor allem Offiziere, die sich mit ihren Familien in dieser Region ansiedelten.
Die Gebiete von Khyber Pakhtunkhwa und der afghanische Paschtunen-Gürtel sind wenig fruchtbare Gebiete und können nur eine begrenzte Zahl von Einwohnern ernähren. Sobald die Bevölkerung oder die Größe eines Stammes eine bestimmte Zahl überschritt, machte sich ein Teil auf um weiter nach Osten in fruchtbarere Gebiete wie Sindh, Punjab oder Kaschmir zu ziehen oder wurde selbst von anderen Stämmen auf der Suche nach produktivem Ackerland vertrieben. Das Gebiet von Sialkot beispielsweise, ähnlich wie Faisalabad, Wazirabad und Teile von Lahore, hatte viel fruchtbares Ackerland und wurde nacheinander von verschiedenen paschtunischen Familien regiert, von denen viele Kakazai waren, aber auch Burki und Niazi.

### Britische Raj-Ära
Viele Kakazai, Burki und andere berühmte paschtunische Familien hatten sich in der Kolonialzeit in den Distrikten Jalandhar und Gurdaspur von Britisch-Indien angesiedelt, wo sie regelrechte Kolonien gebildet hatten. Eine Hauptgruppe der Kakazai aus Gurdaspur, East Punjab siedelte in zwölf Dörfern (u. a. Babal Chak, Faizullah Chak, Sut Kohiah (Satkoha), Wazir Chak) in der Umgebung von Dhariwal. Im Zuge der pakistanischen Unabhängigkeitsbewegung (Pakistan Movement) 1947 wurde den Einwohnern versprochen, an Pakistan angeschlossen zu werden, da sie überwiegend Muslime waren. In der Folge gerieten sie jedoch zwischen die Fronten und wurden vertrieben, da das Gebiet doch Indien zugeschlagen wurde.

### Gegenwart
Heute lebt der Großteil der Kakazai in Pakistan und Afghanistan.
In Afghanistan befinden sich die Hauptsiedlungsgebiete in der Provinz Kunar in den Distrikten Marawara und den Gebieten um Barkanai und Shortan, außerdem in einigen Gebieten von Laghman.
In Pakistan sind die Familienmitglieder über alle Provinzen verstreut, Schwerpunkte gibt es in den Gebieten Dara Kakazai (Tal von Watelai, auch: Mamund-Tal), Bajaur (Lagharai, Kalozai, Kaga, Mukha, Maina und Ghakhi in Tehsil Mamund), Lahore, Abbottabad, Peschawar, Sialkot (Wo Kakazai noch immer zu den beherrschenden Stämmen gehören und große Ländereien besitzen.), Dera Ghazi Khan, Quetta, Karatschi, Kaschmir, Jhelum, Bhalwal, Sargodha, Chakwal, Gujrat, Chak Karal, Isa Khel, Musa Khel, Killi Kakazai (Pishin, Belutschistan).
Viele der Kakazai-Paschtunen, die nicht in Paschtu-sprachigen Gebieten ansässig sind, sprechen verständlicherweise auch nicht mehr die Sprache ihrer Herkunft, halten jedoch oft an Pashtunwali (Ehrenkodex) und Tracht, Küche und martialischem Erbe fest. Viele Kakazai sprechen heute Urdu, Panjabi, Saraiki, Hindko und Balutschi.

## Unterfamilien
- Daulat Khel
- Khulozai
- Mahsud Khel
- Maghdud Khel
- Mahmud Khel
- Umar Khel
- Yusaf Khel